# Велика протестантська церква Дебрецена
Велика протестантська церква Дебрецена (угор. Református nagytemplom) — церква у центральній частині міста Дебрецен на сході Угорщини. Розміщена між площею Кошута та площею Кальвіна. Символ протестантизму в Угорщині; через цю церкву Дебрецен часто називають «кальвіністським Римом». Розміщена на площі 1500 м2, церква є найбільшим протестантським храмом в Угорщині. Також церква має найбільший дзвін серед усіх протестантських церков країни. Збудована у 1805—1824 роках в неокласичному стилі.

## Історія
Інша церква стояла на місці Великої протестантської церкви в Середньовіччі. Церква святого Андрія, готичний зальний храм, був збудований у 1297—1311 роках. Храм займав площу 16×46 метрів. 1564 року церква була знищена пожежею. 1626 року мешканці Дебрецена, переважно протестанти, почали будувати церкву заново. За підтримки трансильванського князя Дьєрдя I Ракоці будівництво завершилося 1628 року. У 1640—1642 роках було зведено дзвіницю, в якій помістили 300-кілограмовий дзвін, виготовлений з австрійських гарматних ядер. 1707 року, під час угорської війни за незалежність під проводом Ференца II Ракоці, церква зазнала значних пошкоджень внаслідок бойових дій з боку австрійських імператорських військ. Церква згоріла 11 червня 1802 року під час великої пожежі, яка зруйнувала більшу частину Дебрецена.
Будівництво Великої церкви розпочалося 8 квітня 1805 року. Проєкт храму розробив Мігай Пеці, проте протягом будівництва його кілька разів змінювали, через що будівельники були демотивовані у будівництві. Оригінальний план передбачав будівництво церкви у формі хреста із великим куполом посередині, проте через фінансові труднощі його відкинули.
Західна вежа церкви була завершена 1818 року, а східна — 6 серпня 1821 року. Обидві вежі заввишки 61 метр. Спочатку планувалося, що над храмом буде величний купол, проте його так і не звели. По завершенню будівництва фасад церкви здавався непривабливим, тому його вирішили дещо змінити за планами Кароя Рабла. У західній вежі стоїть старовинний дзвін Ракоці, реставрований після пожежі.
Під час Угорської революції 14 квітня 1849 року в церкві було проголошено Декларацію про незалежність Угорщини, а Лайош Кошут був обраний диктатором. У церкві збереглося крісло, на якому під час цих подій сидів Кошут.

## Архітектура
Головна нава церкви має довжину 55 м і ширину майже 15 м. трансепт — 38 м завдовжки і 14 м завширшки. Як і в інших протестантських церквах, всередині стіни пофарбовані білим. Висота інтер'єру становить 21 м. Церква вміщує 5000 осіб, має 3000 сидячих місць.
На дахах веж присутні барокові елементи.
Церква має два органи, один із них розміщений у південній частині над головним входом. Цей орган є сучасним електронним, його виготовив Петер Алберт у 1981 році. Старіший класичний орган розміщений над кафедрою і був виготовлений у 1838 році.

## Галерея

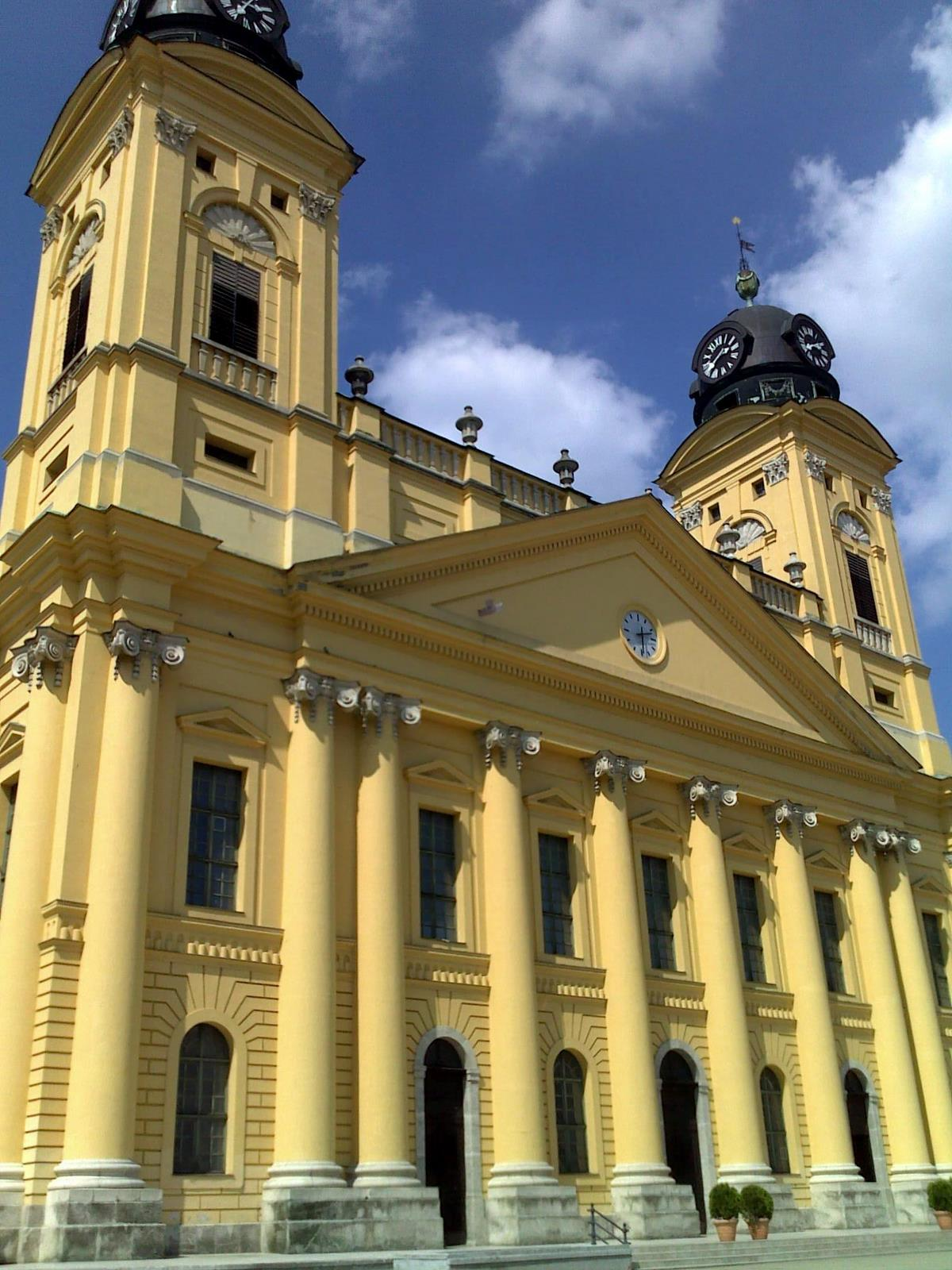
Головний вхід у церкву
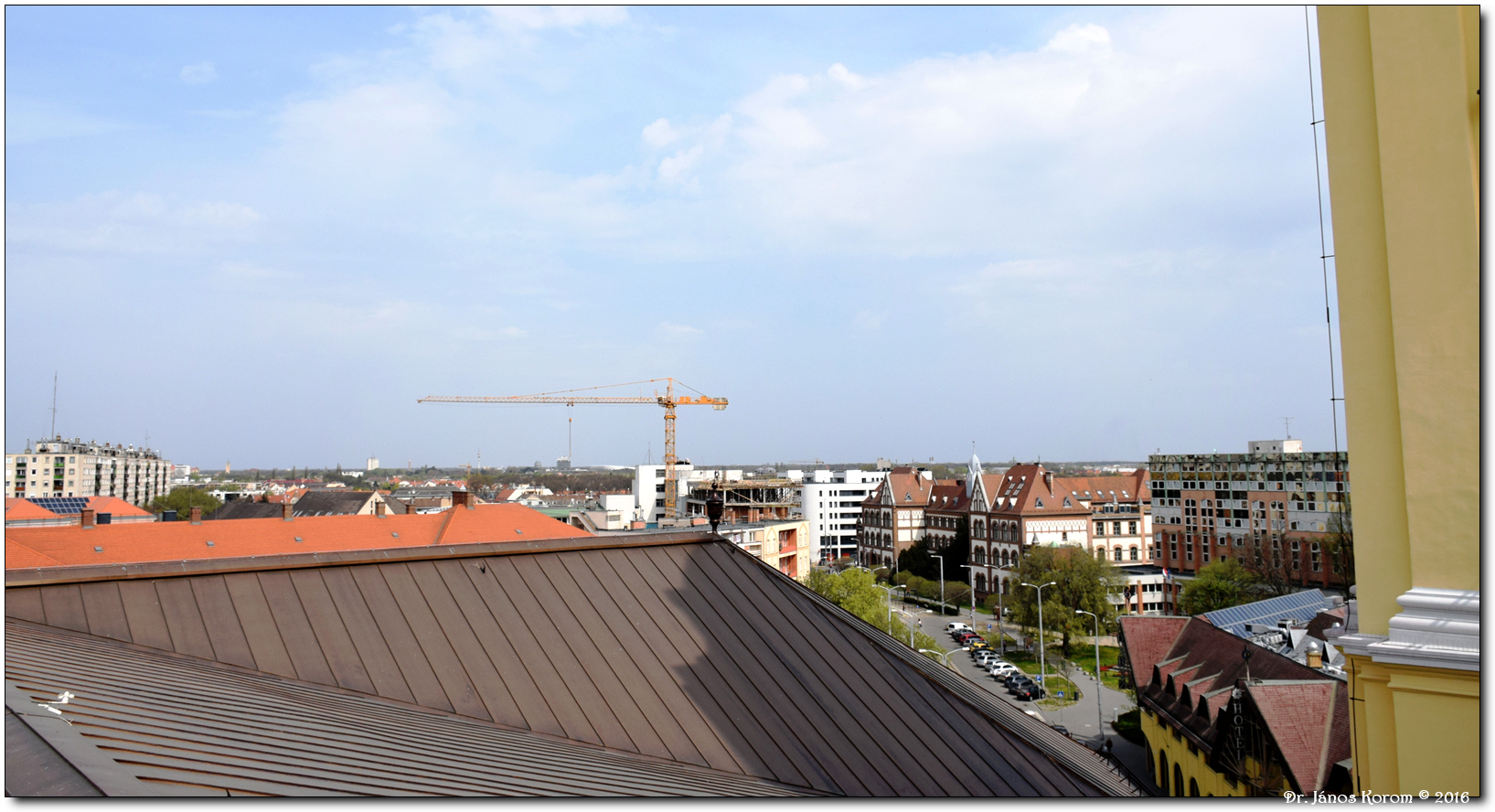
Краєвид із церкви
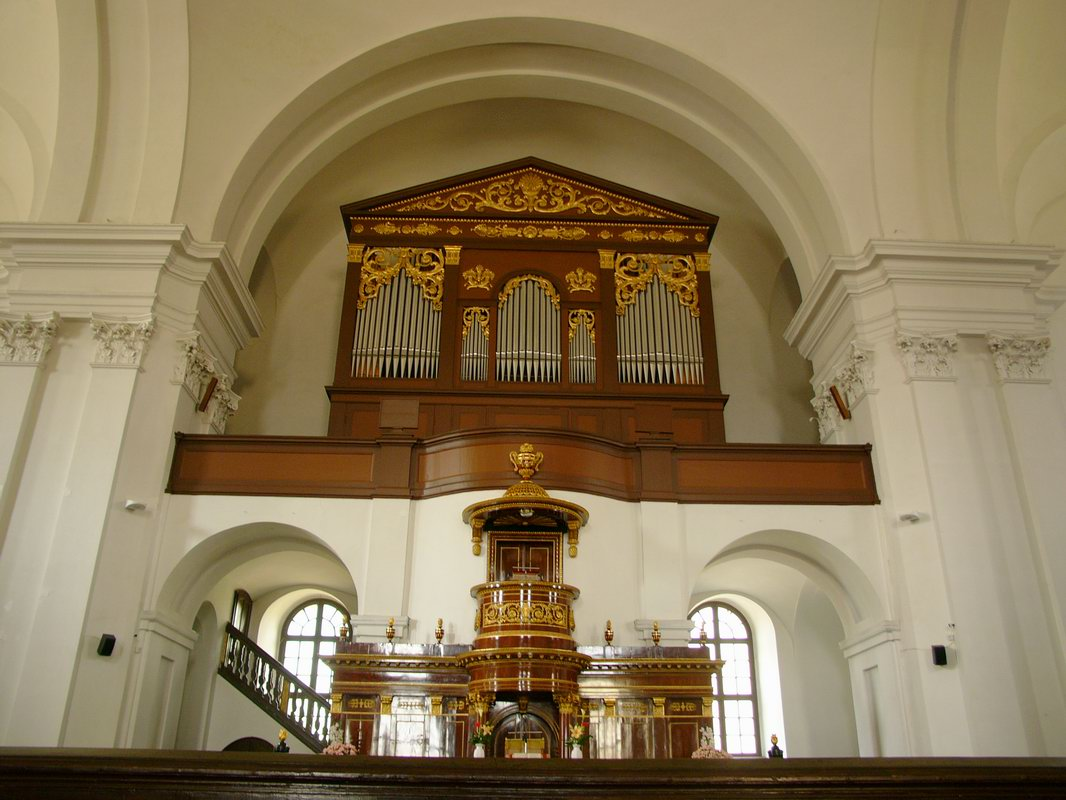
Орган
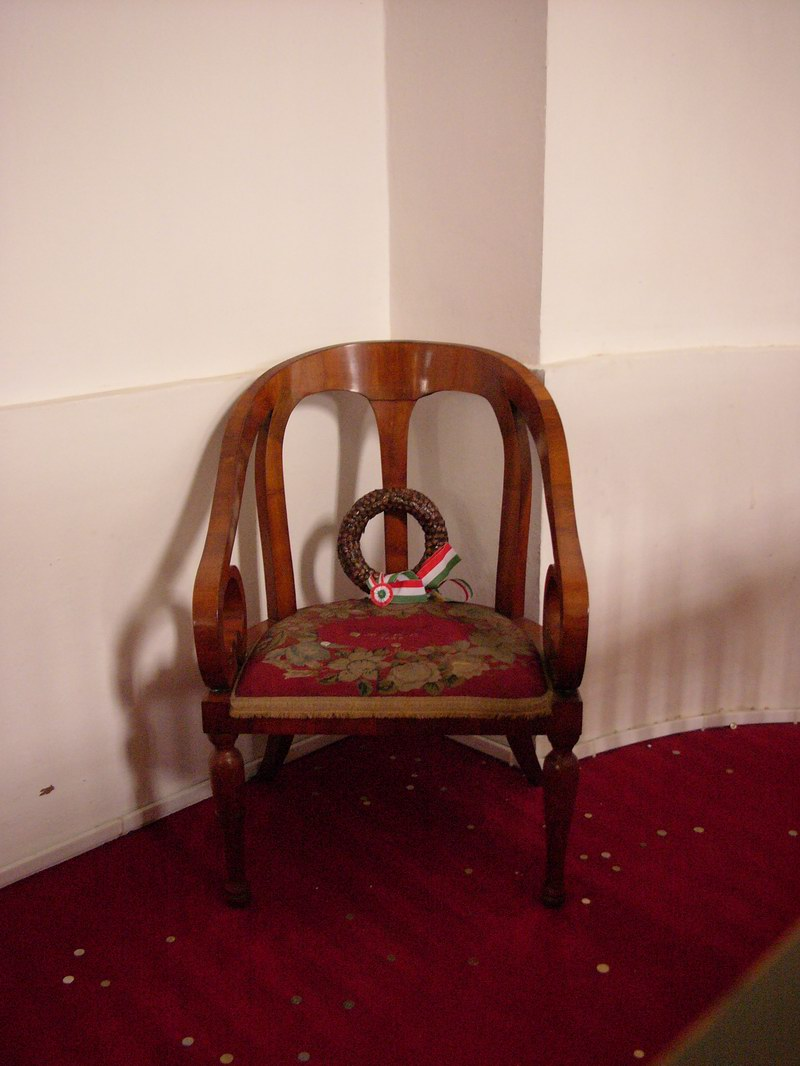
Крісло Лайоша Кошута в церкві
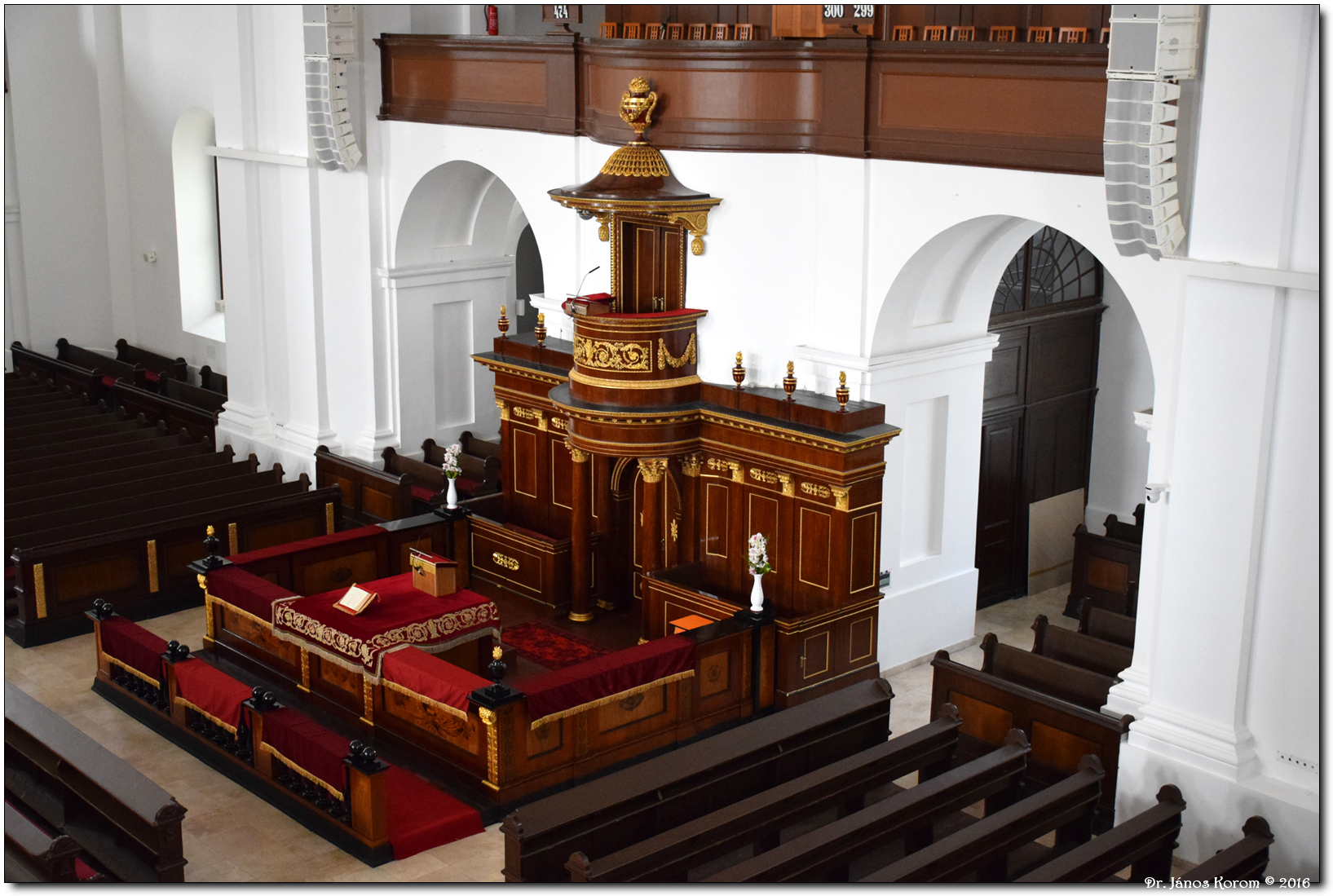
Кафедра